# Dževdet Šainovski
Dževdet Šainovski (Macedonisch: Џевдет Шаиноски) (Ohrid, 8 juni 1973) is een Macedonisch voormalig voetballer en huidig voetbaltrainer.
Šainovski is in Nederland vooral bekend van zijn periode bij N.E.C.. Hierna voetbalde hij 1 seizoen in Duitsland en ging hierna naar Denemarken. Tussen 1997 en 2002 speelde hij 26 keer voor het Macedonisch elftal en scoorde twee keer voor zijn vaderland. Zijn positie in het veld was centrale middenvelder. Hij bleef ook na zijn spelersloopbaan in Denemarken en werd trainer.

## Clubs als speler
- Jeugd:  NK Ohrid
- 1992/94   FK Tikveš
- 1994/97:  FK Vardar
- 1997/99:  N.E.C.
- 1999/00:  Hannover 96
- 2000:  B 93
- 2001:  Farum BK
- 2001/04:  FC Nordsjaelland
- 2004:  Malmö Anadolu BI
- 2004/06:  Ølstykke FC
- 2006/07:  AB 70
- 2007/09 : FK Prespa

## Clubs als trainer
- 2006/07:  AB 70 (speler/assistent)
- 2007/09:  FK Pespa (speler/coach)
- 2009/10:  BK Frem (assistent)
- 2011-2012:  HB (assistent)
- 2012-heden:  HB